# Mantispa marshalli
Mantispa marshalli is een insect uit de familie van de Mantispidae, die tot de orde netvleugeligen (Neuroptera) behoort. 
Mantispa marshalli is voor het eerst wetenschappelijk beschreven door Navás in 1914.